# Treixe
La treixe, treiche ou trice désigne une friche dans le monde rural lorrain à la Belle Époque. Il peut s'agir d'un mauvais pré, d'une mauvaise fourrière ou prairie sèche, d'un champ ou d'un terroir viticole abandonné. 
Autrefois, il mentionnait un espace partagé en commun, réservé à la vaine pâture du bétail. Il a ainsi en ce sens un grand nombre de (micro)toponymes dans les anciens finages lorrains. 

## Terme ancien d'une confluence de parcours
Le terme possède une origine dialectale lorraine. Il se retrouve dans les variantes vosgiennes, treuhhe dans la vallée de la Plaine ou souvent au pluriel trehhe dans les vallées environnant Fraize. Au-delà du sens générique de friche qu'il a acquis partout tardivement, le mot indique jadis, sans doute avant le XVIIIe siècle, un lieu de vaine pâture, en rapport avec le droit de parcours.

## Applications toponymiques
Méconnu aujourd'hui, il permet d'expliquer la toponymie grâce à l'ancienneté de sa racine et son authenticité gallo-romaine. Ainsi :
- La Trouche, hameau proche et inclus dans Raon-L'Etape était à l'origine une prairie sèche antique de vaine pâture. Cette terre d'herbages à usage commun rassemblait en particulier les troupeaux de la communauté de Raon, ville fondée au XIIIe siècle par le duc de Lorraine sur l'ancien ban de l'abbaye de Moyenmoutier, initialement par contrat de pariage avec celle-ci.
- les nombreux hameaux répartis dans la montagne vosgienne, nommés Truche ou La Truche. Ces espaces, autrefois souvent de landes rases avec des sources, se placent au départ ou à l'arrivée des anciens parcours. Citons ainsi quelques toponymes dans les hameaux et communes vosgiennes : La Truche (La Bresse, Ban-de-Laveline, Plainfaing), Les Truches (Entre-deux-Eaux, Provenchères-sur-Fave, Rochesson), La Truxe (ancien finage de Raon-sur-Plaine), Le Treix (Sapois), Le Trexau (ancien finage de Remomeix), Les Trexaux (Fraize), Les Trixos (Thiéfosse), Aux Trexons (Gerbépal), Trieuché (Étival-Clairefontaine), Les Feignes-Trochées (Arches), Tripanrupt (autrefois Trisse-en-rupt).